# Nicola McLean
Nicola McLean (sinh ngày 16 tháng 9 năm 1983 tại Luân Đôn, nước Anh) là người mẫu của tạp chí Glamour, cô nổi tiếng với thân hình gợi cảm. Cô cũng từng được hãng đồ lót danh tiếng Ultimo chọn làm hình ảnh đại diện cho các sản phẩm của hãng này đồng thời từng lọt vào tốp 5 những "người mẫu trang 3" (chuyên ảnh khỏa thân và bán khỏa thân) của The Sun, Nicola McLean luôn là tên tuổi lớn trong ngành giải trí Anh quốc. Cô còn là con cưng của tạp chí danh tiếng Glamour và cô luôn là gương mặt được yêu thích của các tạp chí chuyên dành cho phái mạnh cũng như các show diễn truyền hình. Hiện cô là bạn gái của cầu thủ Tom Williams của Peterborough.